# L'Aigle
L'Aigle (skrevet Laigle indtil 1961) er en kommune i departementet Orne i regionen Basse-Normandie i det nordlige Frankrig.
Ifølge Orderic Vitalis – blev der fundet en ørnerede (aigle betyder ørn på fransk) under bygningen af byens fæstning.
Floden Risle gennemstrømmer kommunen.